# Eric van der Linden
Eric van der Linden (Schagen, 17 april 1974) is een Nederlandse triatleet. Hij werd meervoudig Nederlands kampioen triatlon op de olympische afstand en Nederlands kampioen veldlopen. Zijn bijnaam luidt De Adelaar van Schagen.

## Biografie
Van der Linden is tweevoudig Nederlands kampioen op de olympische afstand (Holten 2000 en Holten 2001) en won in 1997 een wereldbekerwedstrijd in Frankrijk, Embrun. In 2000 en 2001 behaalde hij brons op het EK triatlon op de olympische afstand. En in 2002 werd hij Nederlands kampioen veldlopen (cross) op de korte afstand binnen de atletiek.
Hij vertegenwoordigde Nederland in 2000 op de Olympische Spelen van Sydney. Daar maakte de sportieve drieluik (1,5 kilometer zwemmen, 40 kilometer wielrennen en 10 kilometer hardlopen) haar debuut als olympische sport. Van der Linden kwam in Sydney Harbour als 43ste over de finish in een tijd van 1 uur, 54 minuten en 32,04 seconden, hetgeen door hem en de begeleiders van de Nederlandse olympische ploeg als een teleurstelling werd ervaren. Dit omdat hij in datzelfde jaar nog zesde was geworden op het WK olympische afstand in Perth.
In 2005 stopte Van der Linden met toptriathlon en atletiek. Per 2009 is Van der Linden actief als coach talentontwikkeling voor de Nederlandse triathlon bond. En geeft hij training op het nationaal topsport centrum (NTC) triathlon in Sittard.
In 2009 maakte Eric van der Linden in Rotterdam recreatief zijn debuut op de marathon. Hij finishte als 61e in 2:41.43.
Van der Linden is oprichter en beheerder van de website www.triathlontv.nl.

## Titels
- Nederlands kampioen triatlon op de olympische afstand - 2000, 2001
- Nederlands kampioen veldlopen (korte afstand) - 2002

## Palmares

### triatlon
- 1996:  Triatlon van Schliersee
- 1997:  NK olympische afstand in Roermond - 1:45.10
- 1997:  ETU Triatloncup in Schliersee
- 1997:  ITU wereldbekerwedstrijd in Embrun
- 1997: 7e ITU wereldbekerwedstrijd in Stockholm
- 1998: 18e WK olympische afstand in Lausanne - 1:58.09
- 1999:  NK middenafstand in Stein - 4:10.12
- 1999: 4e ITU wereldbekerwedstrijd in Gamagori
- 1999: DNF WK olympische afstand in Montreal
- 2000:  NK olympische afstand in Holten - 1:49.18 (1e overall)
- 2000:  EK olympische afstand in Stein - 1:54.40
- 2000:  Triatlon van Schliersee
- 2000: 4e ITU wereldbekerwedstrijd in Sydney
- 2000: 6e WK olympische afstand in Perth
- 2000: 43e Olympische Spelen van Sydney - 1:54.32,04
- 2001:  NK olympische afstand in Holten - 1:49.20 (1e overall)
- 2001:  EK olympische afstand in Karlovy Vary - 2:04.20
- 2001: 4e ETU Triatloncup in Genève - 1:56.35
- 2002:  NK olympische afstand in Zundert - 1:47.49
- 2002:  Triatlon van Holten - 1:47.00
- 2003: 30e ITU wereldbekerwedstrijd in Madeira - 1:54.05.
- 2003: DNF ITU wereldbekerwedstrijd in Geelong
- 2003: DNF ITU wereldbekerwedstrijd in Nice
- 2003: 8e ITU wereldbekerwedstrijd in Hamburg
- 2003: 40e WK olympische afstand in Queenstown
- 2004:  NK olympische afstand in Zundert - 1:48.27
- 2004: 20e EK olympische afstand
- 2004: 51e WK olympische afstand in Madeira
- 2004:  Triatlon van Holten - 1:50.08
- 2004:  Triatlon van Schliersee - 2:00.26
- 2008:  Triatlon van Texel - 2:05.35

### atletiek
- 2002:  NK veldlopen (5 km) - 16.39
- 2003: 11e 4 Mijl van Groningen - 19.22
- 2004: 22e Parelloop (10 km) - 30.41